# 功刀俊洋
功刀 俊洋（くぬぎ としひろ、1954年8月30日 - ）は、日本の歴史家。専攻は日本政治史。福島大学 高等教育企画室 教育推進機構 特任教授。

## プロフィール
東京都出身。1977年東京教育大学文学部史学科日本史専攻を卒業し、一橋大学大学院社会学研究科社会問題・社会政策専攻に進学する。大学院では藤原彰に師事し、1982年に単位取得退学後一橋大学社会学部助手となる。
1984年鹿児島大学教養部講師、1985年同助教授を経て1989年福島大学行政社会学部助教授に就任。1998年に教授に昇任。2005年4月より行政政策学類長。（2007年3月まで）。2008年から2010年まで福島大学統括学系長。2012年から2016年まで国立大学法人福島大学理事（総務担当）兼福島大学副学長。
1998年東京市政調査会（現後藤・安田記念東京都市研究所）藤田武夫賞受賞。2009年から2019年まで相馬市史編さん委員会専門委員。

## 著書

### 単著
- 『戦後地方政治の出発』（敬文堂、1999年）
- 『戦後型地方政治の成立』（敬文堂、2005年）

### 共著
- （藤原彰・伊藤悟・吉田裕）「『天皇の昭和史』（新日本出版社、1984年）